# Poids coqs
Pour les articles homonymes, voir Poids (homonymie).
Poids coqs est une catégorie de poids en sports de combat.
En boxe anglaise professionnelle, elle concerne les athlètes pesant entre 51,709 kg (114 livres) et 53,525 kg (118 livres). En boxe amateur masculine (olympique), la limite est fixée entre 52 et 56 kg. La catégorie n'est pas ouverte aux femmes pour les Jeux 2012 et 2016,.

## Boxe professionnelle
Le canadien George Dixon est reconnu comme étant le 1er boxeur champion du monde des poids coqs après sa victoire face à Nunc Wallace par KO à la 18e reprise le 27 juin 1890.

### Titre inaugural
| Organisation | Boxeur           | Date              |
| WBA          | Eder Jofre       | 11 septembre 1962 |
| WBC          | Eder Jofre       | 18 mai 1965       |
| IBF          | Satoshi Shingaki | 15 avril 1984     |
| WBO          | Israel Contreras | 3 février 1989    |

## Boxe amateur

### Champions olympiques
- De 47,6 kg à 52,2 kg :
  - 1904 -  Oliver Kirk
- Moins de 52,6 kg :
  - 1908 -  Henry Thomas
- De 50,8 kg à 53,5 kg :
  - 1920 -  Clarence Walker
  - 1924 -  William Smith
  - 1928 -  Vittorio Tamagnini
  - 1932 -  Horace Gwynne
  - 1936 -  Ulderico Sergo
- De 51 kg à 54 kg :
  - 1948 -  Tibor Csík
  - 1952 -  Pentti Hämäläinen
  - 1956 -  Wolfgang Behrendt
  - 1960 -  Oleg Grigoryev
  - 1964 -  Takao Sakurai
  - 1968 -  Valerian Sokolov
  - 1972 -  Orlando Martínez
  - 1976 -  Gu Yong-Ju
  - 1980 -  Juan Hernández Pérez
  - 1984 -  Maurizio Stecca
  - 1988 -  Kennedy McKinney
  - 1992 -  Joel Casamayor
  - 1996 -  István Kovács
  - 2000 -  Guillermo Rigondeaux
  - 2004 -  Guillermo Rigondeaux
  - 2008 -  Enkhbatyn Badar-Uugan
  - 2012 -  Luke Campbell
- De 52 kg à 56 kg :
  - 2016 -  Robeisy Ramírez